# Икоби
Икоби, или икоби-мена (Ikobi Kairi, Ikobi-Mena, Kasere, Kopo-Monia, Meni, Wailemi) — папуасский язык или пара языков, на котором говорят на территории рек Омати и Средняя Турама на юге острова Кибирови провинции Галф в Папуа — Новой Гвинее. Вурм и Хаттори (1981) рассматривали две разновидности, икоби и мена, как разные языки, но 16 издание Ethnologue объединило их в один язык.
Икоби имеет диалекты верхний кикори-касер, верхний турама-касер, горау, дукеми, пимуру, утаби. Икоби наиболее близок к языкам барикева и моувасе. Диалект мена может быть отдельным языком (Вурм и Хаттори, 1981).